# اوگو آدگبوی
اوگو آدگبوی (انگلیسی: Ogo Adegboye؛ زادهٔ ۲۳ سپتامبر ۱۹۸۷) بازیکن بسکتبال اهل انگلستان است.